# Money in the Bank (2017)
Money in the Bank (2017) foi um evento de luta livre profissional produzido pela WWE e transmitido em formato pay-per-view e pelo WWE Network que ocorreu em 18 de junho de 2017 no Scottrade Center na cidade de St. Louis, Missouri e que contou com a participação dos lutadores do programa SmackDown. Este foi tanto o oitavo evento da cronologia do Money in the Bank como do calendário de pay-per-views de 2017 da WWE.

## Antes do evento
Money in the Bank teve combates de luta livre profissional de diferentes lutadores com rivalidades e histórias pré-determinadas que se desenvolveram no SmackDown Live — programa de televisão da WWE, tal como nos programa transmitidos pelo WWE Network — Main Event. Os lutadores interpretaram um vilão ou um mocinho seguindo uma série de eventos para gerar tensão, culminando em várias lutas.
No Backlash, Jinder Mahal derrotou Randy Orton para ganhar o seu primeiro Campeonato da WWE com a ajuda dos Singh Brothers (Samir e Sunil Singh). No SmackDown de 23 de maio, o comissário Shane McMahon anunciou que Orton tinha invocado sua cláusula de revanche para o Money in the Bank.
Como nos anos anteriores, uma luta Money in the Bank foi marcada. Este combate consiste simplesmente em uma luta de escadas, com o objetivo sendo recuperar uma maleta suspensa à 20 pés (seis metros) do ringue. A maleta contém um contrato que garante ao vencedor uma luta pelo Campeonato da WWE, que é válido por um ano e o detentor da maleta — conhecido como "Mr. Money in the Bank" — pode aparecer em qualquer evento da WWE para utilizar o contrato (realizar o "cash-in") no local, data e horário de sua escolha. No SmackDown de 23 de maio, Shane McMahon revelou que os participantes de 2017 seriam o campeão dos Estados Unidos Kevin Owens, AJ Styles, Baron Corbin, Sami Zayn, Dolph Ziggler e Shinsuke Nakamura.
No Backlash, Natalya, Tamina e Carmella derrotaram a equipe de Becky Lynch, Charlotte Flair e da campeã feminina do SmackDown Naomi. No SmackDown seguinte, Natalya pediu a McMahon uma chance pelo título de Naomi, do mesmo modo como Carmella, Tamina, Flair e Lynch fizeram na sequência. Shane, no entanto, agendou uma luta fatal 5-way de eliminação entre elas para o SmackDown de 30 de maio, com a vencedora ganhando o direito de enfrentar Naomi pelo título no Money in the Bank. Entretanto, antes do confronto começar, as cinco se atacaram. Shane então marcou a primeira luta Money in the Bank feminina da história entre as cinco, que valeria um contrato pelo Campeonato Feminino do SmackDown. Lana também mostrou interesse em participar do combate durante o SmackDown de 6 de junho, mas Shane negou o pedido. Lana então confrontou Naomi, dizendo que poderia vencê-la. Durante uma luta trios naquela noite, Lana se envolveu e fez com que Naomi fosse perdesse por submissão. Mais tarde, ela exigiu uma luta contra Lana no Money in the Bank, que Shane aceitou depois que Naomi ofereceu colocar seu título em jogo.
Após derrotar Breezango (Fandango e Tyler Breeze) no Backlash, e no SmackDown seguinte, os campeões de duplas do SmackDown The Usos (Jey e Jimmy Uso) declararam no SmackDown de 30 de maio que nenhuma equipe poderia vencê-los. No entanto, eles foram interrompidos pela New Day (Xavier Woods, Big E e Kofi Kingston). Uma luta pelo título de duplas entre as duas equipes foi marcada para o Money in the Bank no mesmo dia.

## Resultados
| Nº                                          | Resultados                                                                                                  | Estipulações                                                                               | Tempo |
| ------------------------------------------- | --- | ------------------------------------------------------------------------------------------ | ----- |
| Pré- show                                   | The Hype Bros (Mojo Rawley e Zack Ryder) derrotou The Colóns (Primo e Epico)                                | Luta de duplas                                                                             | 8:19  |
| 1                                           | Carmella (com James Ellsworth) derrotou Becky Lynch, Charlotte Flair, Natalya e Tamina                      | Luta Money in the Bank por um contrato para uma luta pelo Campeonato Feminino do SmackDown | 13:14 |
| 2                                           | The New Day (Big E e Kofi Kingston) (com Xavier Woods) derrotou The Usos (Jey e Jimmy Uso) (c) por contagem | Luta de duplas pelo Campeonato de Duplas do SmackDown                                      | 12:20 |
| 3                                           | Naomi (c) derrotou Lana por submissão                                                                       | Luta individual pelo Campeonato Feminino do SmackDown                                      | 7:26  |
| 4                                           | Jinder Mahal (c) (com Samir e Sunil Singh) derrotou Randy Orton                                             | Luta individual pelo Campeonato da WWE                                                     | 20:58 |
| 5                                           | Breezango (Tyler Breeze e Fandango) derrotou The Ascension (Konnor e Viktor)                                | Luta de duplas                                                                             | 3:50  |
| 6                                           | Baron Corbin derrotou Kevin Owens, AJ Styles, Sami Zayn, Dolph Ziggler e Shinsuke Nakamura                  | Luta Money in the Bank por um contrato para uma luta pelo Campeonato da WWE                | 29:50 |
| (c) – Refere-se aos campeões antes da luta. | |                                                                                            |       |